# Stemodia tenuifolia
Stemodia tenuifolia là một loài thực vật có hoa trong họ Mã đề. Loài này được Minod miêu tả khoa học đầu tiên.